# Pixar Animation Studios

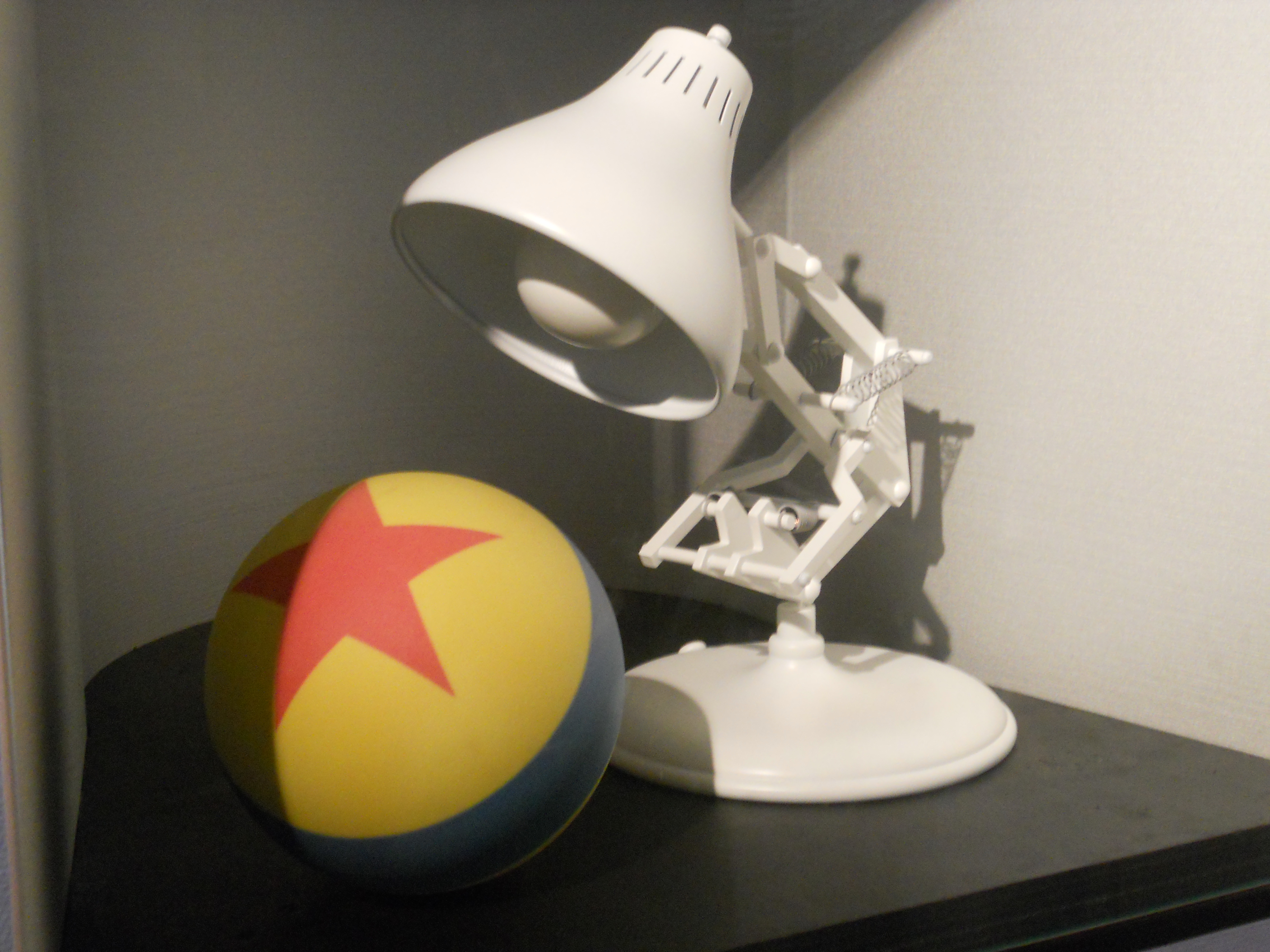
Het logo van Pixar uitgebeeld

Pixar Animation Studios (bekend als Pixar) is een Amerikaans animatiestudio. Gespecialiseerd in het maken van animatiefilms met behulp van computeranimatie. Pixar is een van de grootste en meest bekroonde studio's aller tijden. Pixar is dochteronderdeel van Walt Disney Studio, een divisie van The Walt Disney Company. Pixar was het eerste bedrijf dat een volledige 3D-animatiefilm maakte, Toy Story uit 1995. De animaties worden gerealiseerd met RenderMan, de software die Pixar in 1987 ontwikkelde.
Het bedrijf werd opgericht door Lucasfilm (George Lucas) als onderdeel van special-effectsbedrijf Industrial Light & Magic, maar groeide onder Steve Jobs van Apple pas tot het bedrijf wat het tegenwoordig is.
De succesvolle films hebben Pixar inmiddels 23 Academy Awards en tien Golden Globes opgeleverd. In september 2009 kreeg het bedrijf een Gouden Leeuw voor al zijn films samen op het Filmfestival van Venetië.
Pixar produceerde onder andere Toy Story (1995), Toy Story 2 (1999), Toy Story 3 (2010), Toy Story 4 (2019), The Incredibles (2004), Incredibles 2 (2018), Inside Out (2015), Inside Out 2 (2024), Cars (2006), Cars 2 (2011), Cars 3 (2017), Finding Nemo (2003), Coco (2017) en WALL-E (2008).

## Geschiedenis

### Graphics Group
Pixar werd opgericht in 1979 als de Graphics Group, een divisie van de computerafdeling van Lucasfilm. De oprichting begon met het inhuren van Dr. Ed Catmull van het New York Institute of Technology (NYIT), alwaar hij het hoofd was van het Computer Graphics Lab (CGL). Bij NYIT werd gewerkt aan veel computeranimatietechnieken die vandaag de dag als standaard worden gezien. Bij Lucasfilm werkte het team aan de voorloper van RenderMan, genaamd Motion Doctor. Hiermee konden tekenaars die nog gewend waren aan traditionele animatie computeranimatie gebruiken met minimale training.
Het team begon te werken aan films voor Lucasfilm, of werkte samen met Industrial Light and Magic aan special effects. Er werd veel onderzoek gedaan naar de mogelijkheden van computeranimatie. Enkele belangrijke doorbraken waren de effecten in Star Trek II: The Wrath of Khan en Young Sherlock Holmes.
In 1984 werd het team uitgebreid met John Lasseter, die kort daarvoor Disney had verlaten. Datzelfde jaar maakte Graphics Group reeds zijn eerste computeranimatiefilmpje: The Adventures of André and Wally B..

### Als eigen bedrijf
In 1985 verliet Steve Jobs Apple Computer, en in 1986 nam hij de Graphics Group over van Lucasfilm. Hij betaalde hiervoor 5 miljoen dollar aan George Lucas, en investeerde nog eens 5 miljoen dollar in het bedrijf zelf. Een belangrijke drijfveer achter Lucas’ beslissing de Graphics Group te verkopen was zijn gebrek aan inkomen na zijn scheiding, en de mislukking van zijn film Howard the Duck. Vanaf nu ging de Graphics Group verder onder de naam Pixar.
Het nieuwe onafhankelijke bedrijf werd geleid door Dr. Edwin Catmull, President, en Dr. Alvy Ray Smith, Uitvoerend Vice President en regisseur. Jobs diende als voorzitter van Pixar.
Aanvankelijk richtte Pixar zich op het verkopen van computer hardware, met als primaire inzet de Pixar Image Computer. Dit systeem werd vooral verkocht aan overheidskantoren en ziekenhuizen. Een van de voornaamste klanten van Pixar was Disney Studios. De computer verkocht echter niet al te best, en de tegenvallende verkoopcijfers dreigden Pixar fataal te worden.
In een poging de verkoopcijfers op te krikken, maakte Pixarmedewerker John Lasseter het filmpje Luxo Jr.. Hij vertoonde deze op de computerbeurs SIGGRAPH als demonstratie van waar de Pixar Image Computer toe in staat was. Ook begon Lasseter met het maken van reclamefilmpjes. Hoewel de verkoop van de computer er niet door toenam, toonden deze filmpjes wel Pixars mogelijkheden op het gebied van computeranimatie.

### Samenwerking met Disney
In 1991 maakte Pixar voor 26 miljoen dollar een deal met Disney. Pixar zou voor Disney drie lange speelfilms maken, geheel met computeranimatie. Disney zou deze films dan uitbrengen in de bioscopen, en de marketing eromheen voor zijn rekening nemen. De opbrengsten zouden 50-50 gedeeld worden. Wel zou Disney alle rechten op de films en de personages in handen krijgen.
De eerste van deze films was Toy Story, die in 1995 uitkwam. De film werd een groot succes, en bracht wereldwijd meer dan 350 miljoen dollar op. Daarmee was Pixars naam in de wereld van de computeranimatie gevestigd.
Pixars eerste vijf films brachten samen 2,5 miljard dollar op, en maakten van Pixar een van de succesvolste filmbedrijven ter wereld. De samenwerking met Disney verliep echter niet altijd even goed. Tijdens de productie van Toy Story 2 ontstond onenigheid omdat Pixar deze film mee wilde laten tellen als een van de drie afgesproken films, terwijl Disney vond dat deze film los stond van het contract.
In 2004 probeerden Disney en Pixar een nieuwe samenwerking aan te gaan. Deze nieuwe deal was alleen voor distributie, daar Pixar graag meer inspraak wilde in het verhaal en de productie van de films. Tevens wilde Pixar zijn eigen films gaan financieren, en de volledige opbrengst opstrijken. Pixar wilde tevens dat deze nieuwe eisen ook van toepassing zouden worden op de films die toen in productie waren, en eigenlijk nog onder het oude contract vielen: The Incredibles en Cars. Disney vond deze voorwaarden onacceptabel, en de onderhandelingen verliepen moeizaam. Pixar overwoog zelfs om een andere bedrijfspartner dan Disney te zoeken voor zijn toekomstige films.
In september 2005 werden de onderhandelingen voortgezet. Pixar kondigde toen al aan in elk geval geen films meer uit te willen brengen in november, maar rond de zomer. De premièredatum van de film Cars werd uitgesteld om te zien hoe de onderhandelingen zouden verlopen.
Toen langzaam duidelijk werd dat in plaats van verder samen te werken, Disney Pixar wilde overnemen, werd een nieuwe distributiedeal gemaakt voor de film Ratatouille. Dit om er ongeacht de uitkomst van de onderhandelingen zeker van te zijn dat deze film nog via Disney zou worden uitgebracht. Wel zou Ratatouille eigendom blijven van Pixar.

### Overname door Disney
Op 24 januari 2006 maakte Disney bekend dat er een akkoord was bereikt over de overname van Pixar voor het bedrag van 7,4 miljard dollar. Dit gebeurde onder andere door een aandelenruil. Nadat de aandeelhouders van Pixar akkoord waren gegaan, werd de overname op 5 mei 2006 gerealiseerd.
Met de deal werd Steve Jobs, wiens 50,6% aandeel in Pixar werd omgezet naar 7% van de aandelen van Disney, de grootste (individuele) aandeelhouder in Disney. Steve Jobs werd tevens toegevoegd aan de Raad van Commissarissen van Disney, als niet-onafhankelijk lid. De huidige president van Pixar, Ed Catmull, is president van zowel Pixar als Walt Disney Feature Animation geworden, maar Rich Ross (hoofd van Walt Disney Studio Entertainment) houdt de laatste zeggenschap over alle beslissingen.
De overname betekende niet dat Pixar en Disney zouden fuseren. Pixar is nog altijd een losse afdeling binnen Disney. Zo is de naam Pixar intact gelaten, evenals Pixars humanresourcemanagement.

## Films
- 1995 - Toy Story
- 1998 - Een luizenleven (Engels: A Bug's Life)
- 1999 - Toy Story 2
- 2001 - Monsters en co. (Engels: Monsters, Inc.)
- 2003 - Finding Nemo (won de Academy Award voor Beste Animatiefilm)
- 2004 - The Incredibles (won de Academy Award voor Beste Animatiefilm)
- 2006 - Cars
- 2007 - Ratatouille (won de Academy Award voor Beste Animatiefilm)
- 2008 - WALL-E (won de Academy Award voor Beste Animatiefilm)
- 2009 - Up (won de Academy Award voor Beste Animatiefilm)
- 2010 - Toy Story 3 (won de Academy Award voor Beste Animatiefilm)
- 2011 - Cars 2
- 2012 - Brave (won de Academy Award voor Beste Animatiefilm)
- 2013 - Monsters University
- 2015 - Binnenstebuiten (Engels: Inside Out) (won de Academy Award voor Beste Animatiefilm)
- 2015 - The Good Dinosaur
- 2016 - Finding Dory
- 2017 - Cars 3
- 2017 - Coco (won de Academy Award voor Beste Animatiefilm)
- 2018 - Incredibles 2
- 2019 - Toy Story 4 (won de Academy Award voor Beste Animatiefilm)
- 2020 - Onward
- 2020 - Soul (won de Academy Award voor Beste Animatiefilm)
- 2021 - Luca
- 2022 - Over de Rooie (Engels: Turning Red)
- 2022 - Lightyear
- 2023 - Elemental
- 2024 - Binnestebuiten 2 (Engels: Inside Out 2)

Alle tot nu toe verschenen films van Pixar zijn gedistribueerd en gecoproduceerd door Walt Disney Pictures.

### Geannuleerd project
Een film genaamd Newt stond gepland voor 2012, maar werd later geannuleerd. John Lasseter gaf later aan dat het plot van de film te veel zou lijken op Blue Sky Studios' Rio, die was uitgebracht in 2011.

### Corona
Van 2020 tot begin 2022 bracht Pixar tijdelijk zijn films rechtstreeks uit op streamingdienst Disney+ vanwege de coronapandemie die in 2020 uitbrak. Als gevolg hiervan moesten bioscopen in deze periode vaak en langdurig hun deuren sluiten. Hierdoor konden Soul, Luca en Turning Red niet in de bioscoop uitkomen. Door deze films rechtstreeks uit te brengen op Disney+ konden mensen deze dan thuis bekijken.

## Korte films
Voordat Pixar avondvullende animaties ging maken, maakten ze vooral korte films. Dit zijn ze blijven doen. Deze filmpjes worden nog geregeld als voorfilmpje van een grote film vertoond, en zijn soms gebaseerd op een van de lange films van Pixar.
- 1984 - The Adventures of Andre & Wally B. (gemaakt toen Pixar nog onderdeel was van Lucasfilm. Duurde anderhalve minuut)
- 1986 - Luxo Jr. (Pixars eerste filmpje als eigen bedrijf. De hoofdrolspeler (de lamp) werd later het logo van Pixar)
- 1987 - Red's Dream
- 1988 - Tin Toy (won de Academy Award voor Beste Korte Animatiefilm)
- 1989 - Knick Knack
- 1997 - Geri's Game (won de Academy Award voor Beste Korte Animatiefilm)
- 2000 - For the Birds (won de Academy Award voor Beste Korte Animatiefilm)
- 2002 - Mike's New Car
- 2003 - Boundin'
- 2005 - Jack-Jack Attack
- 2005 - One Man Band
- 2006 - Takel en het spooklicht (Engels: Mater and the Ghostlight)
- 2007 - Lifted
- 2007 - Your Friend the Rat
- 2008 - Presto
- 2008 - BURN-E
- 2009 - Partly Cloudy
- 2009 - Dug's Speciale Missie (Engels: Dug's Special Mission)
- 2010 - Day & Night
- 2011 - Hawaiian Vacation
- 2011 - Small Fry
- 2011 - La Luna
- 2012 - Partysaurus Rex
- 2013 - The Blue Umbrella
- 2013 - Toy Story of Terror!
- 2014 - Lava
- 2014 - Toy Story That Time Forgot
- 2016 - Piper (won de Academy Award voor Beste Korte Animatiefilm)
- 2017 - Lou
- 2018 - Bao (won de Academy Award voor Beste Korte Animatiefilm)
- 2018 - Auntie Edna
- 2020 - Lamp Life
- 2021 - 22 vs. Earth
- 2021 - Ciao Alberto

## Renderman
Pixar heeft in eigen huis een geavanceerde render-studio ontwikkeld. De Renderman-software is al in een heleboel films gebruikt, waaronder ook een significant aantal films die niet volledig geanimeerd zijn, zoals Lord of the Rings en Bad Boys 2.

## Renderfarm
Pixar heeft verschillende renderfarms gehad. Een renderfarm is een (grote) verzameling computers/servers/workstations om alle eindbeeldjes te renderen. In 1995, voor Toy Story, begon Pixar met 117 aan elkaar gekoppelde workstations van Sun Microsystems. Voor A Bug's Life en Toy Story 2 is het systeem uitgebreid, waardoor het zes keer zo snel rekende. In 2001, voor Monsters, Inc. liet Pixar een compleet nieuw systeem van Sun installeren, dat bestond uit 250 servers. Hiermee werd de rekenkracht nog eens met factor 2,5 vergroot. Het huidige systeem is van Intel en telt 1024 Xeon-processoren van 2,8 GHz. Dit systeem is al gebruikt voor The Incredibles en Cars.